# Platynus valens
Platynus valens är en skalbaggsart som beskrevs av Bates. Platynus valens ingår i släktet Platynus och familjen jordlöpare. Inga underarter finns listade i Catalogue of Life.